# 布伦海姆战役
布倫亨戰役（英語：Battle of Blenheim），德语作第二次霍赫施塔特戰役（德語：Zweite Schlacht bei Höchstädt），於1704年8月13日開戰，是西班牙王位繼承戰爭中的一場重要戰役。法王路易十四欲藉攻佔哈布斯堡帝國的首都維也納，一舉擊垮神聖羅馬帝國皇帝利奧波德一世，並定得有利的協議。維也納存亡的關係十分重大：巴伐利亞选帝侯與馬爾辛元帥位于巴伐利亞的軍力自西方構成威脅，旺多姆元帥在義大利北部的大軍則虎視眈眈、可伺機自布伦纳山口進攻。維也納亦受到拉科齊匈牙利起義來自东方邊界的威嚇。基于这些危险，马尔博罗公爵决定从贝德堡向南进军以缓解利奥波德皇帝的危機并帮助皇帝留在奥格斯堡同盟内。
马尔博罗成功地使用诡计和出色的执行力，向友军和敌军隐瞒他的真实意图，从而在五个星期内畅通无阻地从低地国家向多瑙河流域行军了250里（400公里）。在突击多瑙沃特以开辟新的交通线之后，马尔博罗试图在塔拉尔德元帅穿过黑森林增援对方之前与选帝侯和马尔辛的部队交火。但是，法巴联军统帅们在他们自认为兵力足够之前不愿交战，因此公爵决定在巴伐利亚实施劫掠政策以逼迫敌人交战。虽然該政策并未奏效，但当塔拉尔德前来支援选帝侯的军队时，歐根親王也前来增援联军，两军终于在多瑙河畔的布伦海姆村附近交火。
布倫亨戰役更是整场西班牙王位繼承战争的轉捩點，奥格斯堡同盟透过这场决定性的胜利，确保了维也纳的安全，成功防止联盟出现崩溃。法国和巴伐利亚方面，巴伐利亚不得不退出战争，法王路易十四速战速决的梦想也随之破灭。法军损失高达3萬人，包括被英国人俘虏的总指挥塔拉尔德元帅；1704年战役结束时，联军已占领兰道、特里尔和摩泽尔河畔的特拉巴赫以便来年进攻法国本土。

## 背景
到1704年，西班牙王位继承战争已经进行到了第四个年头，对于法国和其同盟来说，前一年算是成功的一年。尤其是在多瑙河地区，维拉尔斯元帅和巴伐利亚选帝侯已直接威胁到了哈布斯堡王朝的首都维也纳。但由于两位指挥官之间的分歧，法巴联军并没有进攻维也纳，因此杰出的维拉尔斯被略微缺乏灵活性的马尔辛元帅取代。然而，到1704年，这个威胁仍然存在：拉克奇的匈牙利起义已威胁着帝国的东部，旺多姆元帅的军队威胁要从意大利南部进袭。凡尔赛和马德里的王宫都自信滿滿的预期维也纳將會沦陷--必将导致奥格斯同盟的破灭。
为了阻断联盟对多瑙河的干涉，维勒鲁瓦公爵率領的4萬6千名部队相信可以将7万荷兰和英格兰部队牵制在低地国家马斯特里赫特附近，同时另外由夸尼将军的一个军团保护阿爾薩斯，以防止任何意料之外的袭击。如此一來，可供立即调用来为维也纳防卫的部队就只剩巴登亲王路易斯率领驻扎在斯托霍芬一线用来看守斯特拉斯堡的塔拉尔元帅的3萬6千人部队；还有一支由施蒂鲁姆伯爵领导，1万名负责观察乌尔姆的薄弱军队。
不论是帝国驻伦敦大使拉蒂斯拉伯爵，还是马尔博罗公爵本人，都知道多瑙河流域局势的意义。然而，荷兰人坚持要求他们的军队应当保卫他们自己的国家，反对任何远在多瑙河流域展开的军事冒险行动；他们也永远不会同意任何削弱西属尼德兰军事力量的行动。马尔博罗意识到只有使用保密和欺骗的方法才能对付一意孤行的荷兰人，于是他计划向其荷兰盟友谎称自己只是将部队转移到摩泽尔河流域——此计划得到了海牙当局的批准——但一旦得逞，他就会摆脱荷兰人的控制，前往南德与奥地利军队会合。“我的意图，”公爵在4月29号从海牙写给他在政府裡的朋友悉尼·戈尔多芬的信中写到，“是带领英国军队开到科布伦茨并宣称我将在摩泽尔河流域展开会战。但当我到那儿的时候，我就写信给荷兰当局，挑明我的看法：出于对帝国生死存亡的考虑，我认为绝对有必要将我指挥的部队与在德意志的友军会合……以便与巴登路易斯王子共同行动，迅速削弱巴伐利亚选帝侯的力量。”

## 序幕

### 向多瑙河的行军
一条红色的爬虫，在万众瞩目之下，日复一日地拖着战争，穿过欧洲的地图。- 温斯顿·丘吉尔。

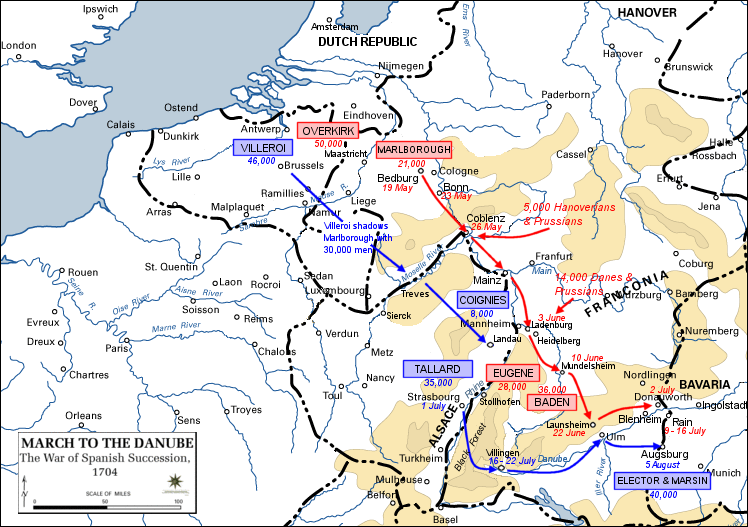
马尔博罗公爵从靠近科隆的贝德堡向多瑙河进军。他凭借欺骗和谨慎的计划与组织能力，成功地带领军队行军250里（约合400公里）以防维也纳落入敌手。

马尔博罗于5月19号开始从位于科隆以西北方向20里（32公里）的贝德堡开始行军。他的军队（由公爵的弟弟查理斯·丘吉尔集结）包括了66个骑兵中队，31个步兵营和38门大炮和迫击炮，一共21000人（其中16000是英国军队）。这支部队在沿途又会得到增援，因此当马尔博罗到达多瑙河时，部队人数已达到40000（47个步兵营，88个骑兵中队）。当马尔博罗带领军队行进时，欧文柯克将军将会留在荷兰境内以防费里罗伺机进攻。公爵向荷兰人保证如果法国人准备进犯他会及时赶回，但马尔博罗预计当他向南进发时，法军指挥官会尾随他而至。这一点马尔博罗估计得很正确：费里罗带着30000人，包括60个骑兵中队和42个步兵营，跟踪公爵。
此计划所冒的军事风险是巨大的：马尔博罗的交通线沿着莱茵河，只能直接暴露在法军的干扰下，因为路易十四的将军们控制着莱茵河左岸和中游。这种长距离远征几乎不可避免地会造成人马因疲惫和疾病而产生的高额损失。但是，马尔博罗很清楚事态的急迫性——“我能感觉到我身负重任，”他在早些时候写给戈尔多芬的信中说，“但我必须行动，否则帝国就会覆灭……”

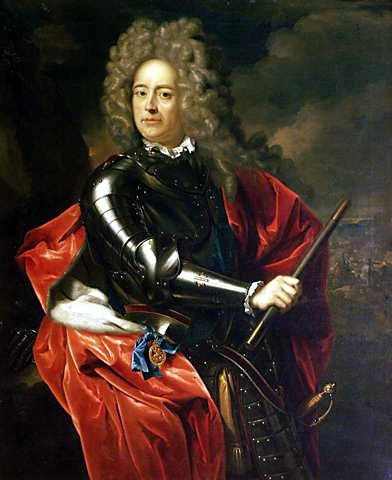
马尔博罗像，Adriaen van der Werff作于1704年12月

当同盟方面正取得进展时，法国人正试图坚守并增援马尔辛元帅。马尔辛正与巴伐利亚选帝侯合作对付帝国军司令巴登的路易斯王子，但不自觉地与法国本土分离了，他惟一的一条交通线是穿越黑森林的一条石路。但在5月14日，塔拉尔德元帅凭着相当的技巧穿越了复杂的地形带来了一万人的援兵和大量的补给与军需品，比试图围堵他的帝国军将军廷根男爵技高一筹。后来塔拉尔德又带领他的军队开到了莱茵河边，又一次避开了试图拦截他的廷根男爵。整个行动是一个杰出的军事成就。
5月20日，马尔博罗抵达位于摩泽尔河注入莱茵河的入河口的科布伦茨。如果他准备沿摩泽尔河发动进攻的话，他此时应当转而向西，但是军队第二天却渡过莱茵河抵达其右岸并稍事停留，得到了等候与此的5000汉诺威军与普鲁士军。此时与莱茵河畔设防的费里罗写道：“摩泽尔河畔将不再有战事，英国人都已经进入德意志。” 法国人又想到一个可能的目标，联盟方面可能入侵阿尔萨斯并攻击斯特拉斯堡。马尔博罗又在菲利普斯堡架桥，进一步迷惑对手的判断，这一计策使得费里罗向塔拉尔德求援以增防阿尔萨斯，又使得法国人向维也纳进军的计划因不确定性而告吹。
因为费里罗紧跟着马尔博罗的每一步行动，所以马尔博罗对于法国人不会攻击下游尼德兰已被削弱的荷兰人的赌注赌赢了。 不论如何，马尔博罗许诺过如果法国人将对尼德兰发动攻击他就会回去，把他的部队以每天80英里（130公里）的速度用驳船沿莱茵河运往下游。 在得到这个许诺（不论其是否值得）后，荷兰国会同意以由7个步兵营和22个骑兵中队组成的丹麦分遣队作为援军。 马尔博罗抵达位于奈卡河与莱茵河平原的拉登堡，并在此停留三天以休整骑兵并等待炮兵与步兵。 6月6日他抵达位于海德堡以南的维斯洛赫。第二天，同盟军离开莱茵河，突然转向斯瓦比亚汝拉山和多瑙河上游。最终马尔博罗毫无疑问达到了目的。

### 战略部署

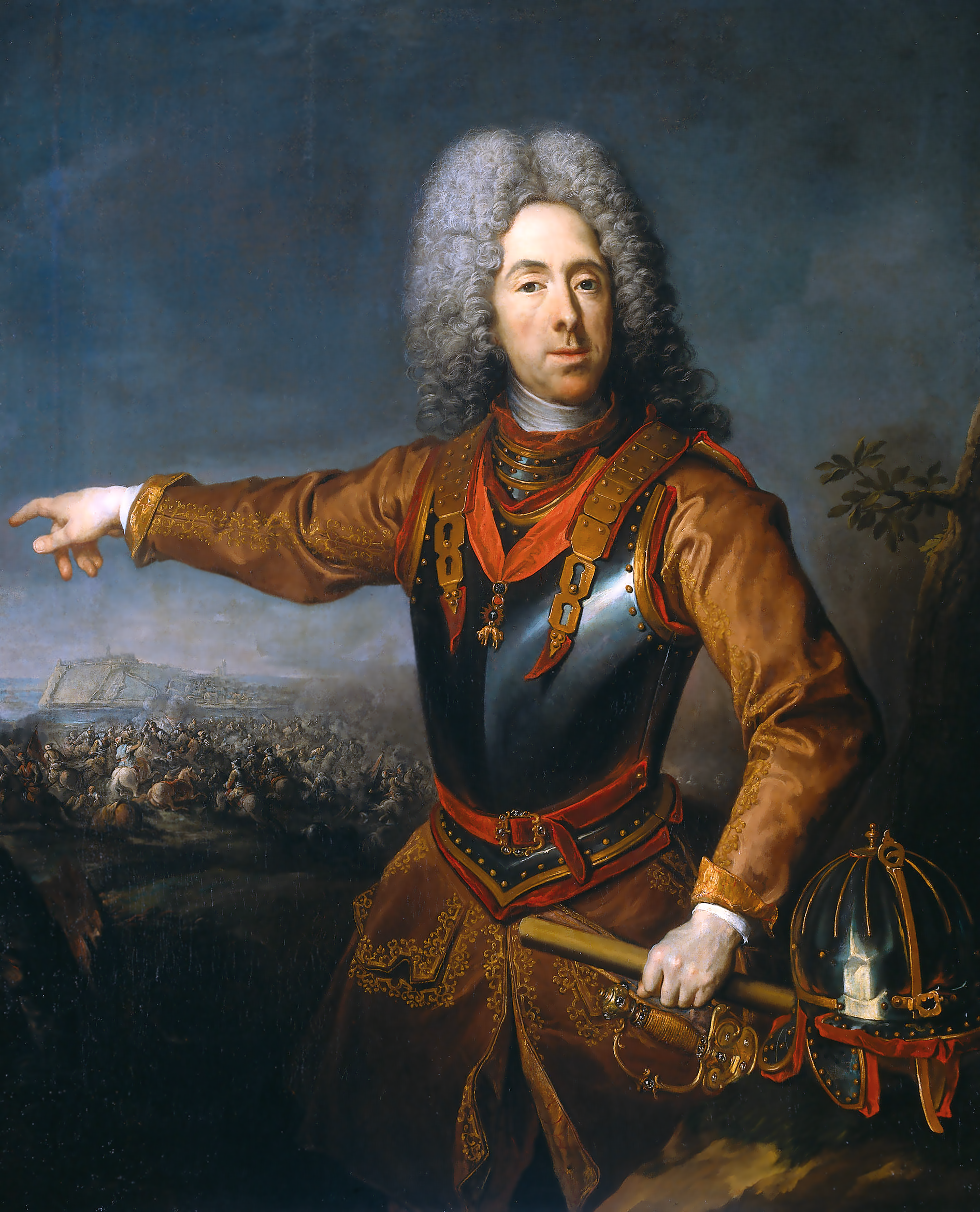
欧根亲王 (1663–1736) 由 Jacob van Schuppen所画。 欧根亲王与马尔博罗于1704年相见，随后两人有了个人性的和职业性的终生友谊。

6月10日，马尔博罗公爵在位于多瑙河与莱茵河之间的蒙德尔斯海姆第一次会见了在拉蒂斯拉伯爵陪同下的帝国战争委员会主席欧根亲王。 6月13日，帝国战地指挥官巴登的路易斯亲王在魏恩施塔特加入了他们。 三位将军指挥着近11万人的部队。军事会议决定欧根带着2万8千人回到莱茵河畔的斯托霍芬一线监视费里罗与塔拉尔德，以防止他们增援多瑙河畔的法国-巴伐利亚联军。同时，马尔博罗与巴登的军队则联合在一起，一共8万人，向多瑙河畔进军，以期在选帝侯与马尔辛得到增援前找到他们。
知道了马尔博罗的目的以后，塔拉尔德与费里罗于6月13日在阿尔萨斯的兰道会见以便迅速采取行动挽救巴伐利亚，但是法军的指挥体系十分僵硬，所有对于原计划的修改都要经凡尔赛宫批准。 塔拉尔德军中的弗拉芒人部队指挥官梅罗德·维斯特洛写道：“只有一件事是确定的：我们令人难以理解地把自阿尔萨斯的行军推迟了这么久。” 6月27日路易十四的批复到达前线：塔拉尔德带着40个步兵营和50个骑兵中队穿过黑森林增援位于多瑙河畔的马尔辛和选帝侯；费里罗则压制住斯托霍芬一线保证联军无法增援，如果联军全部移往多瑙河，他就与塔拉尔德元帅汇合；德·夸尼耶尔将军带领8千人保卫阿尔萨斯。7月1日塔拉尔德三万五千人的部队在凯尔重新渡过莱茵河开始进军。
同时，6月22日，马尔博罗的军队与巴登的帝国军在劳法伊姆衔接。他们五周之内行进了250英里（400公里）。 在计划全面的时间表的指导下，行军的损失被降到最小。帕克上尉描述了行军纪律——“我们行军穿过盟国的乡村时，有指定的军需官提供人员与马匹的各种必需品……士兵们除了搭帐篷，把水壶煮热，躺下休息之外就没什么要做的了。” 选帝侯与马尔辛认识到他们只有四万人，处于兵力上的劣势，因而为了对付马尔博罗的计策，把他们的军队移往位于多瑙河北岸多瑙河畔迪林根的固守营地。马尔博罗因为缺乏攻城炮无法攻击迪林根——马尔博罗无法从低地国家带过来，而巴登尽管曾提出保证却无法提供。

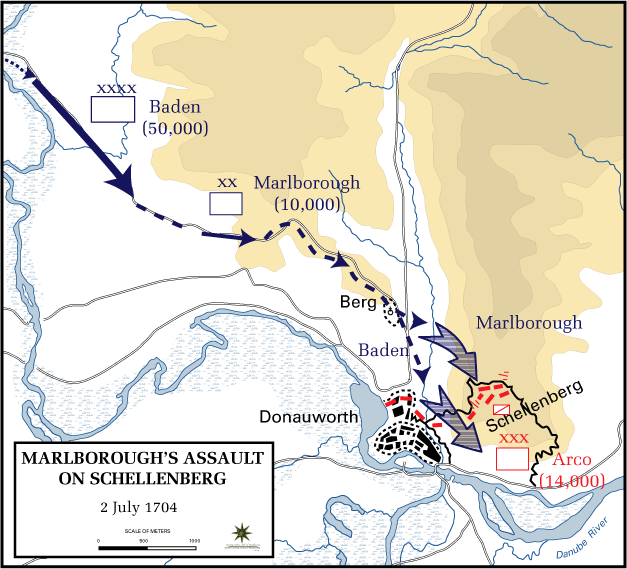
联军7月2日突袭并攻克舒伦堡为联军渡过多瑙河扫清了障碍。

不过，联军需要一个供应基地和一个好的渡口。因此，7月2日，马尔博罗突袭了关键要塞舒伦堡，并夺取了这一俯瞰多瑙沃特的要塞。让德阿科伯爵带着一万两千人从法巴联军的营地出发增援以守住这个城镇和芳草萋萋的高地，但是经过一场猛烈血腥的给双方都带来巨大伤亡的战役后，舒伦堡最终屈服了，于是很快多瑙沃特也被迫投降。选帝侯了解到他在迪林根的位置已经无法防守了，便退守防御严密的奥格斯堡。
同时，塔拉尔德的行动将欧根置于一种两难处境。如果联军要在多瑙河流域保持兵力优势的话，欧根意识到他必须要么试图阻止塔拉尔德抵达目的地，要么他必须急速增援马尔博罗。但是，如果他从莱茵河撤至多瑙河，费里罗可能也会向南增援选帝侯与马尔辛。欧根采取折中措施：留下一万两千人保卫斯托霍芬一线，自己带着剩余部队抢占塔拉尔德的先机。
因为兵力上的不足，欧根无法严重破坏塔拉尔德的行动，不过法国元帅的进展令人遗憾的滞缓。塔拉尔德的军队在行军过程中的损失比马尔博罗大——他的很多战马得了马鼻疽，而且两千辆四轮马车的补给很难通过山间通道。当地的德意志农民对法军的掠夺感到愤怒，使塔拉尔德的问题更加严重，梅罗德·维斯特洛抱怨道：“愤怒的农民在我们靠近黑森林之前就杀死了我们几千人。” 另外，塔拉尔德坚持包围了小镇菲林根-施文宁根6天（6月16-22日），但在他察觉到欧根逼近后放弃了围城。
在奥格斯堡的选帝侯得到通知7月14日塔拉尔德会开始穿越黑森林。这个好消息支持了选帝侯的静待政策，并进一步鼓励他坐等援兵抵达。 但是这个静默状态引诱马尔博罗在巴伐利亚采取有争议的摧毁政策，在多瑙河南岸的富饶之地烧毁建筑和庄稼。这有两个目的：首先迫使选帝侯出战或是在塔拉尔德援军抵达前妥协，其次摧毁巴伐利亚以免其作为法巴联军进攻维也纳的基地，或是在公爵向北撤退时进军弗兰肯以捕获他。 但是这种破坏，以及一场对赖恩的拖沓的围攻（7月9日-16日），使得欧根亲王哀叹道“……自多瑙沃特行动以来我无法认同他们的行为”，随后又得出结论“如果他回国之前无法实现他的目标，他肯定会被毁掉的。” 不过，马尔博罗最终有技巧地将他数目庞大的军队部署于法巴联军和维也纳之间。

### 战前态势

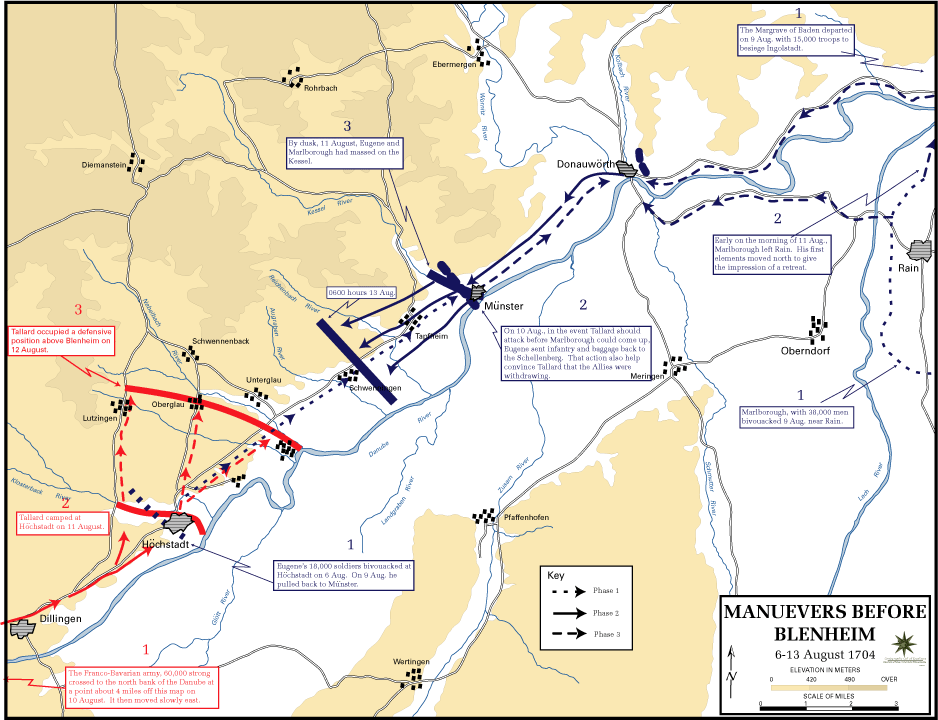
在八月九日-十三日战役之前的战前机动。

塔拉尔德元帅和他的三万四千人抵达了乌尔姆，并在8月5日在奥格斯堡汇合了选帝侯与马尔辛，不过对于选帝侯分散了他的部队以回应马尔博罗对这一地区的劫掠，塔拉尔德并不认同。同样在八月五日，欧根抵达多瑙河畔赫希施泰特,并连夜赶往施罗本豪森会见马尔博罗。马尔博罗认为还需要一个多瑙河上的渡口以防多瑙沃特落入敌手。因此，八月七日，第一批巴登的一万五千人的帝国部队（剩余人员两天后抵达）离开了马尔博罗的主力，包围了位于多瑙河下游20英里（32公里）的设防严密的因戈尔施塔特。
欧根的部队在霍赫施塔特，位于多瑙河北岸，而马尔博罗的部队在赖恩，位于多瑙河南岸，因此塔拉尔德与选帝侯就他们的下一步行动展开辩论。塔拉尔德认为应当等待时间，重新补给并等待马尔博罗的多瑙河战役进行到他们要面对八月份寒冷的几个星期时。而选帝侯与马尔辛在刚刚得到增援之后执意要求推进。法军和巴伐利亚军指挥官们最终达成一项计划，决定攻击欧根的力量较小的部队。八月九日，法巴联军开始渡过多瑙河到达北岸。
八月十日，欧根送出一封急件，报告说他正退往多瑙沃特——“敌人已经行动。几乎可以确定整支军队正在劳因根渡多瑙河……大人，一切取决于速度，以及您是否能带上所有部队明天与我汇合，否则就太晚了。”马尔博罗经过一系列出色的行动在多瑙沃特集结了他的部队，并于八月十一日与欧根部会合。
八月十一日，塔拉尔德从迪林根的河湾处向前推进，到十二日，法巴联军在尼贝尔小溪之后扎营，此地位于霍赫施塔特平原上的布伦汉姆村附近。同一天马尔博罗和欧根从塔普夫海姆的教堂顶侦察到了法军位置，并将联军带到距离法军营地五英里（八公里）的明斯特。一名法军西西里的马奎斯所部的侦察兵企图刺探敌军，但被联军行军部队的先头部队驱逐了，他们此时正在向西通向霍赫施塔特方向的河流纵横地带前进，并铺路架桥，为大部队开辟道路。 马尔博罗命令威尔克斯将军与罗威旅长指挥的两个旅守住位于多瑙河与福赫斯堡山丘丛林地带之间狭窄条状的施魏宁根狭路。
塔拉尔德所部有五万六千人与90门火炮，而奥格斯堡同盟方面只有五万两千人和66门火炮。有些同盟军方面的军官了解敌军所拥有的优势兵力和目前占据的有利防御地形，便向马尔博罗指出了进攻的冒险之处，但是公爵本人非常坚定，“我知道这很危险，但是现在战斗是绝对必要的。我相信我军的勇气与纪律足以弥补我们人数上的劣势。” 马尔博罗与欧根决定孤注一掷，同意在第二天发动进攻。

## 战役

### 战场态势
战场范围绵延有将近4英里（6.4公里）。法巴联军的最右端有多瑙河的掩护，最左端则是绵延起伏的被松针林覆盖的施瓦本汝拉山。法军阵线前方是一条尼贝尔小溪，溪水两岸都是松软的沼泽地，小溪本身只是断断续续的可供涉渡。法军的右翼驻扎在布伦汉姆村，正好位于尼贝尔溪注入多瑙河的入河口，村子本身周围就有很多树篱、栅栏、封闭的花园和灌木。在布伦汉姆村与下一个多瑙河畔赫希施泰特村之间，是一片已经收割了的小麦田，这是一块理想的部署军队的地方。而从上格劳到卢钦根小村之间则布满了壕沟、树丛与荆棘，对于进攻方来说相对不利。

### 战役初期机动

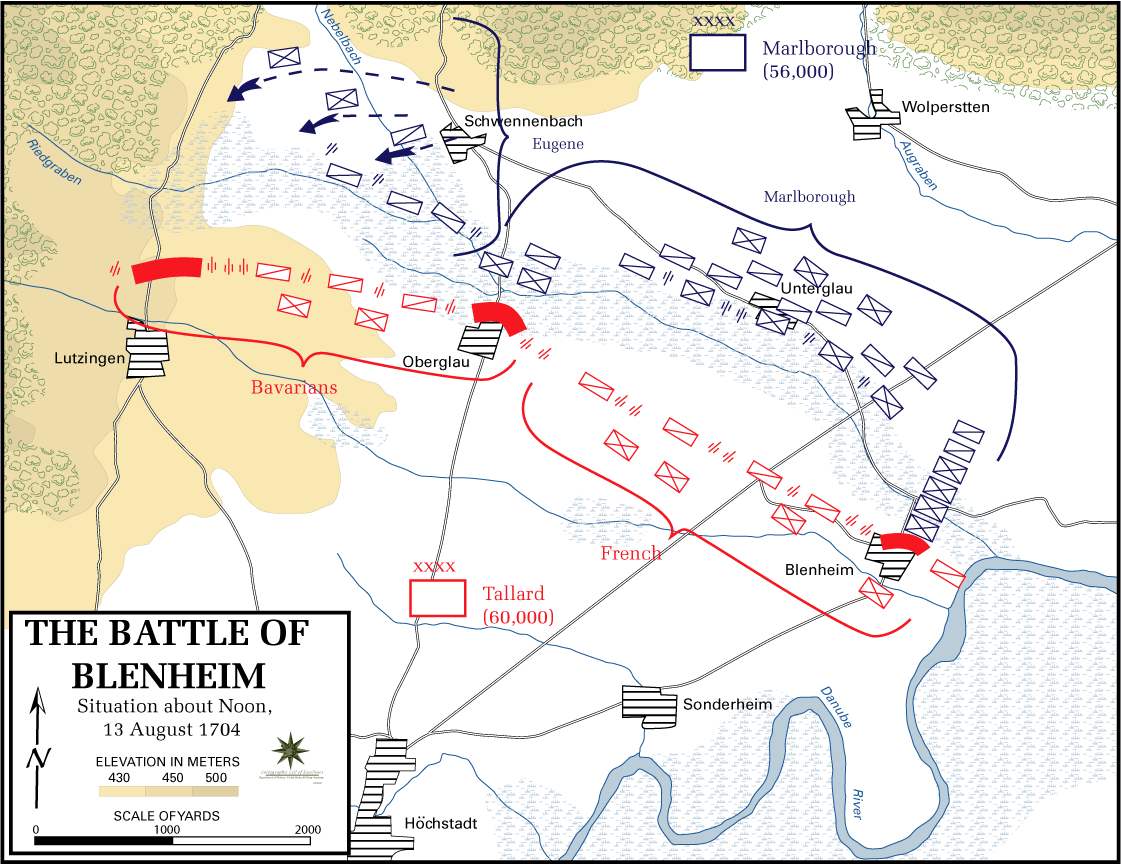
八月十三日中午时的军力部署。马尔博罗指挥盟军左翼，进攻布伦汉姆与上格劳，同时欧根亲王指挥右翼攻击卢钦根。

八月十三日凌晨两点，大同盟军方面40个骑兵中队向敌军方向前进，到了三点，同盟军主力列成八个纵队紧随其后，从卡塞尔前进。早上六点他们抵达施魏宁根，距离布伦汉姆两英里（3公里）。此时驻守施魏宁根的英军与德意志盟军也加入了行军行列，他们列为第九个纵队，位于全军行列的左侧。马尔博罗与欧根亲王制定了最后的作战计划。盟军指挥官最终达成一致，马尔博罗在左翼指挥三万六千人攻击塔拉尔德的三万三千人并夺取布伦汉姆村，同时欧根亲王指挥一万六千人在右翼攻击巴伐利亚选帝侯与马尔辛的两万三千人的联军；如果这一攻击足够猛烈，选帝侯与马尔辛就无法抽调兵力支援塔拉尔德的法军右翼。 中将约翰·卡兹负责攻击布伦汉姆以配合欧根亲王的攻击。在法军两翼被吸引住以后，马尔博罗就带领主力渡过尼贝尔小溪，对法军的中部发动致命一击。但是，马尔博罗在发动总攻之前必须等待欧根亲王的攻击达到效果。
塔拉尔德绝没有想到盟军会在当天早上发动进攻。根据前一天从敌军俘虏口中获知的欺骗性信息以及目前法军占据的有利防御地位，塔拉尔德与他的同僚将军们深信马尔博罗与欧根亲王一定会向东北方向撤退至讷德林根。 当天早晨塔拉尔德向路易十四写信报告了自己的判断，但信还没来得及发出，盟军就已经出现在他营地的对面了。梅罗德·维斯特洛写道：“我可以看到敌军正以九列纵队向我方进发，从多瑙河平原到极目所致的森林里全是敌军。”法军放出号炮召回粮草队和警戒部队，同时法军与巴伐利亚军试图列成战斗队形应对不期而至的威胁。
早上八点法军右翼的炮兵开始发炮，布拉德中尉指挥的炮台发炮回击。炮战的声音传到了巴登亲王位于因戈尔施塔特的营地，他给皇帝写信道：“亲王与公爵今天在我们的西方与敌人交火了，愿上帝保佑他们。”一个小时以后，塔拉尔德、选帝侯与马尔辛爬上了布伦汉姆的教堂顶确定了他们的最终作战计划。他们最终达成一致，由选帝侯与马尔辛防守从山地地带到上格劳的战线，塔拉尔德负责防守自上格劳到多瑙河的防线。但是法军在如何据守尼贝尔小溪时也进行了分工，选帝侯与马尔辛认为最好还是直接把步兵列在小溪岸边阻止敌人渡过小溪，但最终塔拉尔德的计划是引诱盟军渡过小溪，然后塔拉尔德在防守上格劳到多瑙河正面的同时放出骑兵冲击敌军以造成敌军混乱，此时布伦汉姆与上格劳的法军就可以用火力覆盖被困在沼泽地上的敌军。这一计划本身如果能够得到有力执行的话将是一个出色的计划，但是它却给了马尔博罗未经抵抗即可渡河的机会，也给了他按照自己的计划作战的可能。

### 战鬥過程
午夜時英荷联军先以主力突然攻击布伦汉姆，将敌预备队诱至该村。由於共27个法国步兵营没有按照当时通用的战术规则来駐守阵地，反而是全部拥挤在布伦汉姆，这讓只受过平地线型队伍作战训练的法军陷入了困境。由于法军主力部署在两翼，中路单薄。1704年8月13日中午，马尔博羅随后下令联军主力部队90个骑兵中队和23个步兵营渡过尼貝爾溪及沿溪的沼泽地，猛攻法军中路。尽管法军猛烈炮火使联军蒙受重大伤亡，但联军的步骑联合进攻却突破了法军的右翼和中路。法军随即全线溃败，约30个法军骑兵中队被联军赶下多瑙河，许多人溺斃。与此同时欧根亲王擊潰了巴伐利亚军，马尔辛败退，战役结束。

## 后果

### 戰局影響
法國損失巨大，約有27,000人傷亡或被俘。法國自羅克魯瓦戰役開啟的不敗神話破滅。
根據溫斯頓·邱吉爾的描述：「路易十四不能理解，他的優良軍隊不但戰敗，而且滅亡了，從此，他考慮的已經不是怎樣稱霸歐洲，而是如何體面地結束這場由他挑起的戰爭」。

### 戰術上的意義
装备上，首先是燧发枪开始普遍在军队中配備，火力要比过去提升一个档次；其次是军用刺刀的发明使得火枪兵拥有近战能力（第一个推广刺刀的人正是法国的沃邦元帅），过去的长矛兵则基本退出了历史舞台，这使得同样人数的步兵方阵比过去拥有更多更强的火力输出；第三是投弹兵（投掷类似手榴弹的东西）的发明，使得步兵突破敌军阵地的能力大为加强。也就是说当防守手段基本不变的情况下，进攻的手段与威力有了一个质的飞跃。过去500人也许能依托地形与阵地阻挡2000人的进攻，现在却至少要1000人以上才能挡下。

## 参看条目
- 西班牙王位繼承戰爭